# 長谷川保
長谷川 保（はせがわ たもつ 、1903年9月3日 - 1994年4月29日）は、日本の福祉事業家・教育者・政治家。
衆議院議員（7期）、衆議院文教委員長、社会福祉法人聖隷福祉事業団理事長、学校法人聖隷学園理事長、聖隷学園浜松衛生短期大学学長などを歴任した。

## 概要
福祉事業家として、結核療養所など医療施設の設立を推進し、多くの患者を救うことに尽力した。これらの医療施設は、のちに聖隷福祉事業団や聖隷学園などで構成される聖隷グループに発展した。また、日本で初めて特別養護老人ホームやホスピスをつくった人物としても知られている。なお、政治家としても活動しており、衆議院議員を7期務め、社会福祉の向上に力を注いだ。

## 来歴

### 生い立ち
1903年、静岡県敷知郡浜松町（のちの静岡県浜松市）にて生まれた。浜松市立商業学校（現・静岡県立浜松商業高等学校）を卒業後、上京し、日本力行会海外学校に入学した。当初はブラジルに渡ってコーヒー農場を経営したいと考えていたが、キリスト教に触れるなどさまざまな経験を経て、日本に留まることを決意する。また、1928年には、東京神学社にてジャン・カルヴァンについて学んでいる。

### 福祉事業家として
キリスト教徒であった長谷川は、1930年浜松市にひとりの結核患者のための病舎を建てた。のちにこの病舎はベテルホームと名づけられる。長谷川らの活動に対しては、多くの献金や寄附が集まるなど、賛同する者も多かった。しかし、結核に対する忌避感から周辺住民らの反対運動も根強く、医療施設の経営は困窮していた。そのような状況の中、昭和天皇より特別御下賜金が与えられ、経営危機を脱した。

#### 病院の開設、高齢者福祉
1942年、聖隷保養農園が財団法人として認可され、常務理事に就任した。聖隷保養農園付属病院開設（聖隷三方原病院の前身）。1952年、聖隷保養農園は社会福祉法人として聖隷保養園に改組され、理事長に就任した。1961年、日本で初めての特別養護老人ホーム「浜松十字の園」を開設した。聖隷保養園は1973年に聖隷福祉事業団となるが、以降も引き続き理事長を務め、1980年に退任し会長に就任した。1982年、日本で初めてがん末期患者などのための「ホスピス（緩和ケア病棟）」を開設など病院・福祉施設の拡充につとめる一方、各種学校遠州キリスト学園を始めとする各種医療関係学校を経営し、福祉・医療教育にも力を注ぎ、日本で最大級の社会福祉法人である聖隷福祉事業団をはじめとする聖隷グループの礎を築く。

### 政治家として
1946年、戦後第1回の衆議院議員総選挙に日本社会党から出馬し当選し、生活保護法の制定に取り組む。以後衆議院議員を7期務めた。在籍中は、自らの実践を元にして、福祉に関する法律の制定に奔走した。また、1983年の第13回参議院議員通常選挙においては、新自由クラブから要請され出馬を受諾。比例代表選挙にて、新自由クラブと社会民主連合との統一確認団体「新自由クラブ民主連合」から名簿9位で立候補したが落選。

### 晩年
1983年(昭和58年)に、長年の功績が認められ日本キリスト教文化協会よりキリスト教功労者の表彰を受ける。
昭和40～50年代に、浜名湖沿岸に聖隷静岡医科大学を開設しようとしたが、国立の浜松医科大学が誘致されたため計画を中断した。この医科大学構想は、僻地医療を支援する医師を育成しようというものであった。診療技術をコンピュータに蓄積し、短波無線による僻地との交信でどこにいても最先端の診療ができるようにするというものである。現代の衛星や情報技術による遠隔地医療を予見していたともいえる。
1994年4月29日、心臓病により死去。90歳没。生涯、私的財産を持たないというポリシーを貫き、病院敷地内のバラック小屋に住み続けた。遺言で死後も墓を作らず、浜松医科大学に妻とともに献体。骨格標本となり、医療者の教育に貢献しつづけている。骨格標本は長らく聖隷学園浜松衛生短期大学棟に保管されていたが、現在は聖隷クリストファー大学内の聖隷歴史資料館に展示されており自由に見学することができる。

## 賞歴
- 1983年 - キリスト教功労者（日本キリスト教文化協会）。

## 著作

### 単著
- 『夜もひるのように輝く』講談社、1971年。
  - 『夜もひるのように輝く』聖隷福祉事業団、2001年。
  - 『夜もひるのように輝く』聖隷歴史資料館、2004年。
- 『闇を光に変える――無力な者を有力にする信仰』聖隷友の会、1981年。
- 『老いと死をみとる――聖隷ホスピスのあゆみ』柏樹社、1982年。
  - 『老いと死をみとる――聖隷ホスピスのあゆみ』新訂版、柏樹社、1984年。
- 『神よ、私の杯は溢れます』ミネルヴァ書房、1983年。

### 共著
- 長谷川保ほか著『聖書における愛の実践』光雲社、1988年。ISBN 4795272816。

### 注
1. ↑  ベテルはヘブライ語。旧約聖書に出る地名で「神の家」の意。
2. ↑  また「天皇陛下からの御下賜金」を授かった[11]ことが長谷川に対する信用を高らしめる事となり、その後の事業展開における追い風となった[要出典]。

## 関連文献
- 遠藤正一『破天荒 : マンガで語る長谷川保物語 : 福祉の巨人、我が心の師』交友社、1994年。doi:10.11501/13260488。NDLJP:13260488。

## 関連人物
- 遠藤正一
- 賀川豊彦
- 長尾巻
- 武藤富男